# 倣突吻魚
倣突吻魚（学名：Varicorhinus capoetoides）为輻鰭魚綱鯉形目鲤科的其中一種，分布於非洲查德湖流域，體長可達9.5公分，可做為食用魚。

## 扩展阅读
維基物種上的相關：倣突吻魚